# Hubert Erhard
Hubert Erhard (* 9. Januar 1883 in München; † 18. Juni 1959 in Siegsdorf) war ein deutscher Zoologe und Wissenschaftshistoriker.
Erhard lebte bzw. wirkte in Bayern, u. a. in Adelholzen (Oberbayern), und veröffentlichte zahlreiche Artikel u. a. in den Fachzeitschriften Gesnerus und Sudhoffs Archiv.